# Granica kazachsko-kirgiska
Granica kazachsko-kirgiska – granica międzypaństwowa dzieląca terytoria Kazachstanu i Kirgistanu, ciągnąca się na długości 1051 km.
Granica bierze swój początek na zachodzie w trójstyku granic Uzbekistanu, Kirgistanu i Kazachstanu (42°15'48"N 70°56'35"E) w Górach Tałaski- Ałatau, następnie biegnie w kierunku północno-wschodnim. Na południe od miasta Dżambuł, przecina rzekę Tałas, gdzie przybiera kierunek wschodni, biegnie Górami Kirgiskimi, omija wielkim łukiem Biszkek. Następnie biegnie wzdłuż rzeki Czu, górami Kungej-Ałatau, przecina wschodni kraniec zapadliska Issyk-kulskiego i dochodzi do góry Chan-Tengri (6995 m n.p.m.) oraz trójstyku granic Kazachstanu, Kirgistanu i Chin.
(42°13'9"N 80°15'4"E).